# Номс, Рейнир
Рейнир Номс (нидерл. Reinier Nooms) по прозвищу «Морской» ( нидерл. Zeeman; около 1623[…], Амстердам, графство Голландия — август 1664, 1664 или 1667, Амстердам, графство Голландия) — голландский художник-маринист. 

## Биография
Биография Номса известно довольно слабо, предполагается, что большая часть его жизни прошла в Амстердаме. Предполагается, что сначала он служил на флоте и лишь в дальнейшем начал рисовать, однако, кто был его учителем — неизвестно.

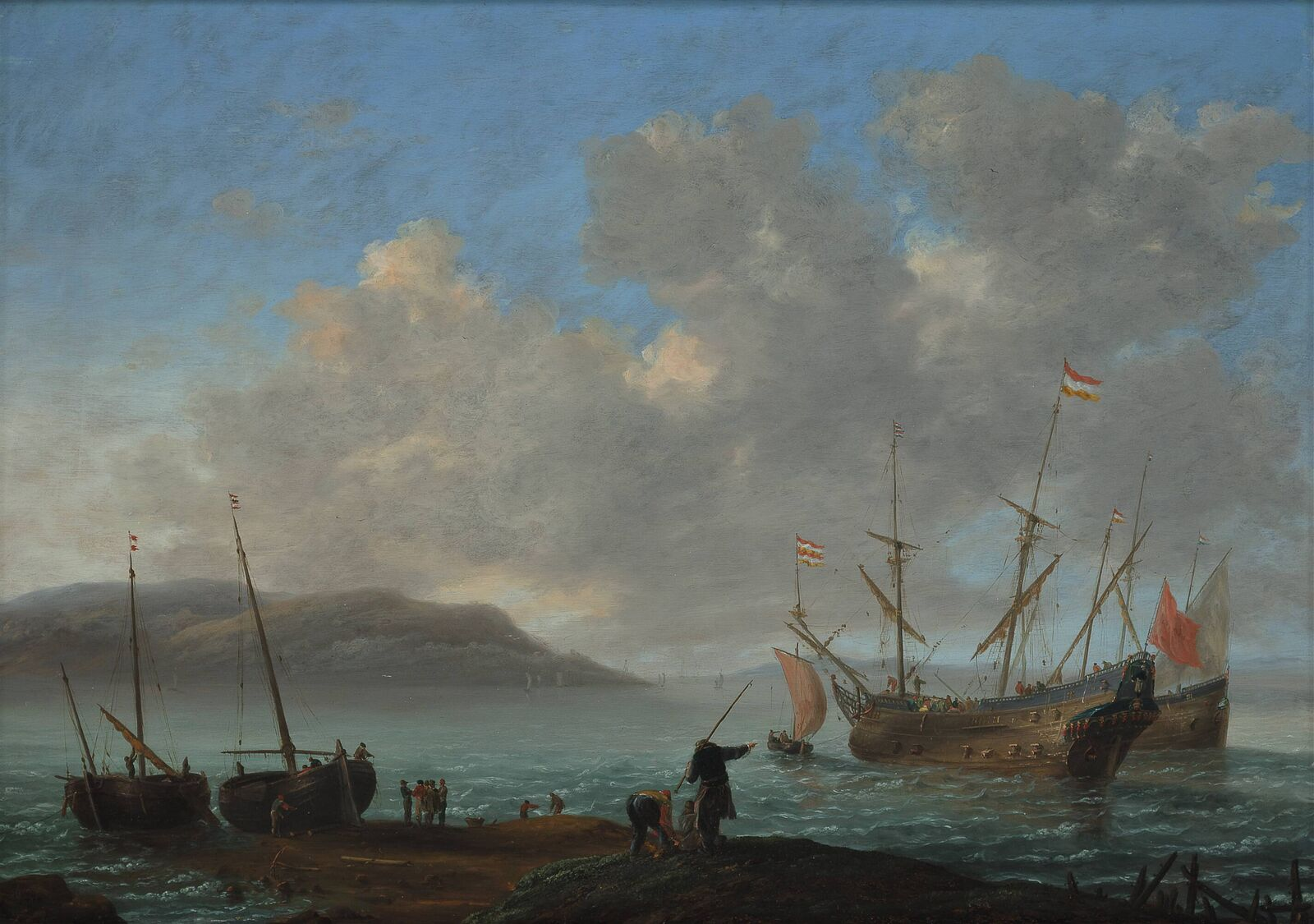
Побережье с торговыми кораблями. Музей Бойманса — ван Бёнингена, Роттердам, Нидерланды.

Несмотря на такие пробелы в биографии, его вклад в живопись считается очень значительным. Почти все работы Номса посвящены изображению кораблей. Прекрасно разбираясь в кораблях, он изображал их с такой точностью, что на картинах современники могли с лёгкостью опознать конкретные корабли. В дальнейшем точность в изображении деталей стала «золотым стандартом» для художником-маринистов. Наряду с точностью, работы Номса отличались живописностью, мастерством в передаче движения кораблей.
Кроме картин, он создавал гравюры, посвящённые аналогичным сюжетам. Тиражные гравюры Номса даже больше, чем его картины, повлияли на последующих маринистов, так как именно с ними им проще было ознакомиться. Кроме гравюр с изображением кораблей, Номс создал также серию гравюр с видами Парижа. Эти гравюры впоследствии произвели большое впечатление на офортиста XIX столетия Шарля Мериона, который считал Номса своим предшественником и даже посвящал ему стихи.
Номс был современником Англо-голландских войн и его полотна являются важным свидетельством эпохи. Картина Номса «Сражение при Ливорно» 1653 года сегодня  находится в коллекции Рейксмюсеума, Амстердам. Другая его картина, ««Амалия», флагман адмирала Мартина Тромпа» сегодня выставлена в Национальном морском музее в Гринвиче, Англия. Написанный Номсом «Вид гавани Амстердама» хранится в коллекции Морского музея Нидерландов и т.д.
Даже став художником, Номс нередко выходил в море, а также предпринимал длительные сухопутные путешествия. Он посетил Париж (1650–1652, 1656), Венецию, и, возможно, Берлин (1657), а также крейсировал вдоль побережья Магриба на кораблях голландского национального героя адмирала Михаила де Рюйтера в 1661–1663 годах.
Приблизительно в начале 1650-х годов он женился на Марии Мусейн, уроженке Брюгге. В этом браке родились две дочери, крещенные в 1653 и 1655 годах.

## Галерея

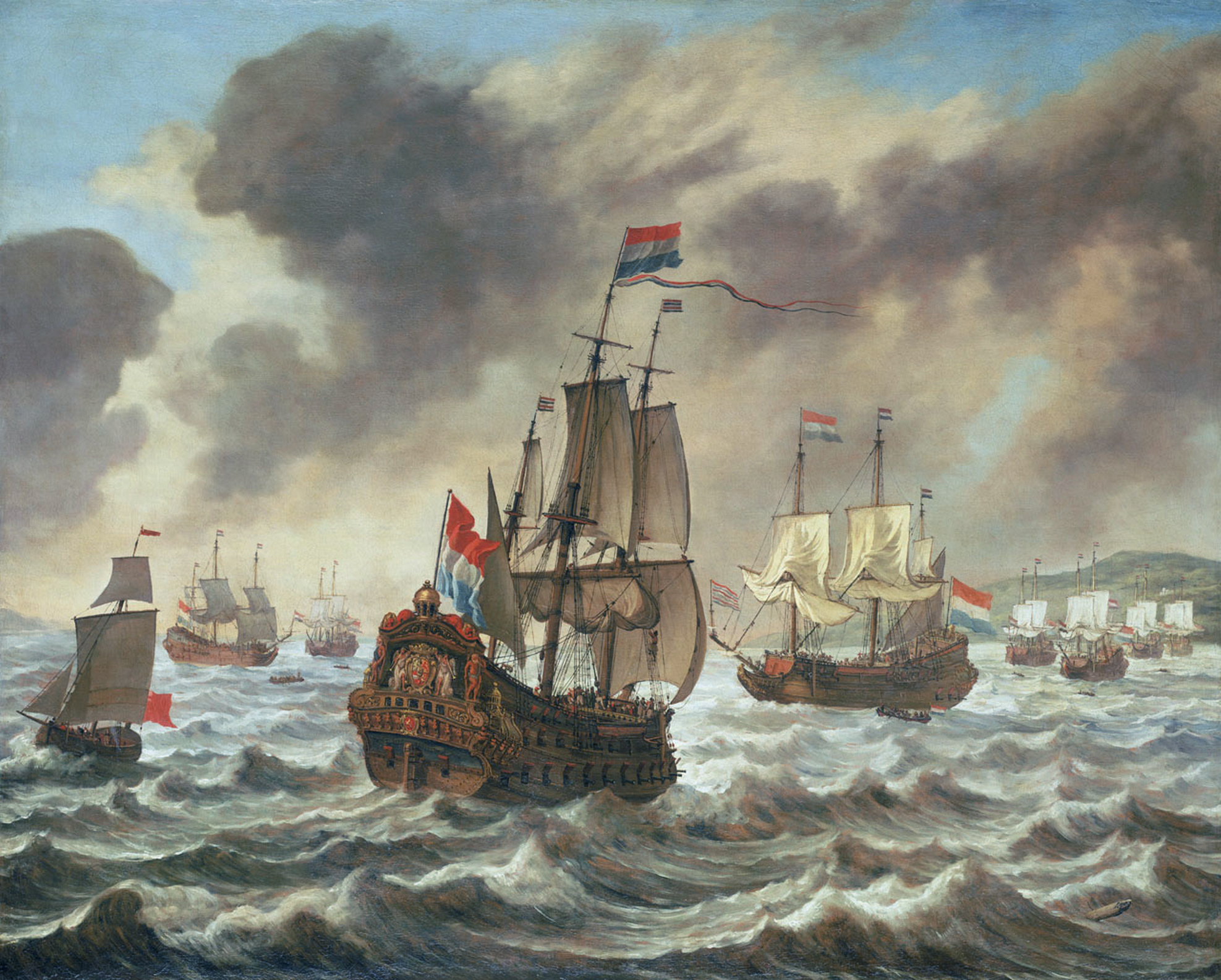
Корабли перед сражением у Даунса. Национальный морской музей (Великобритания)
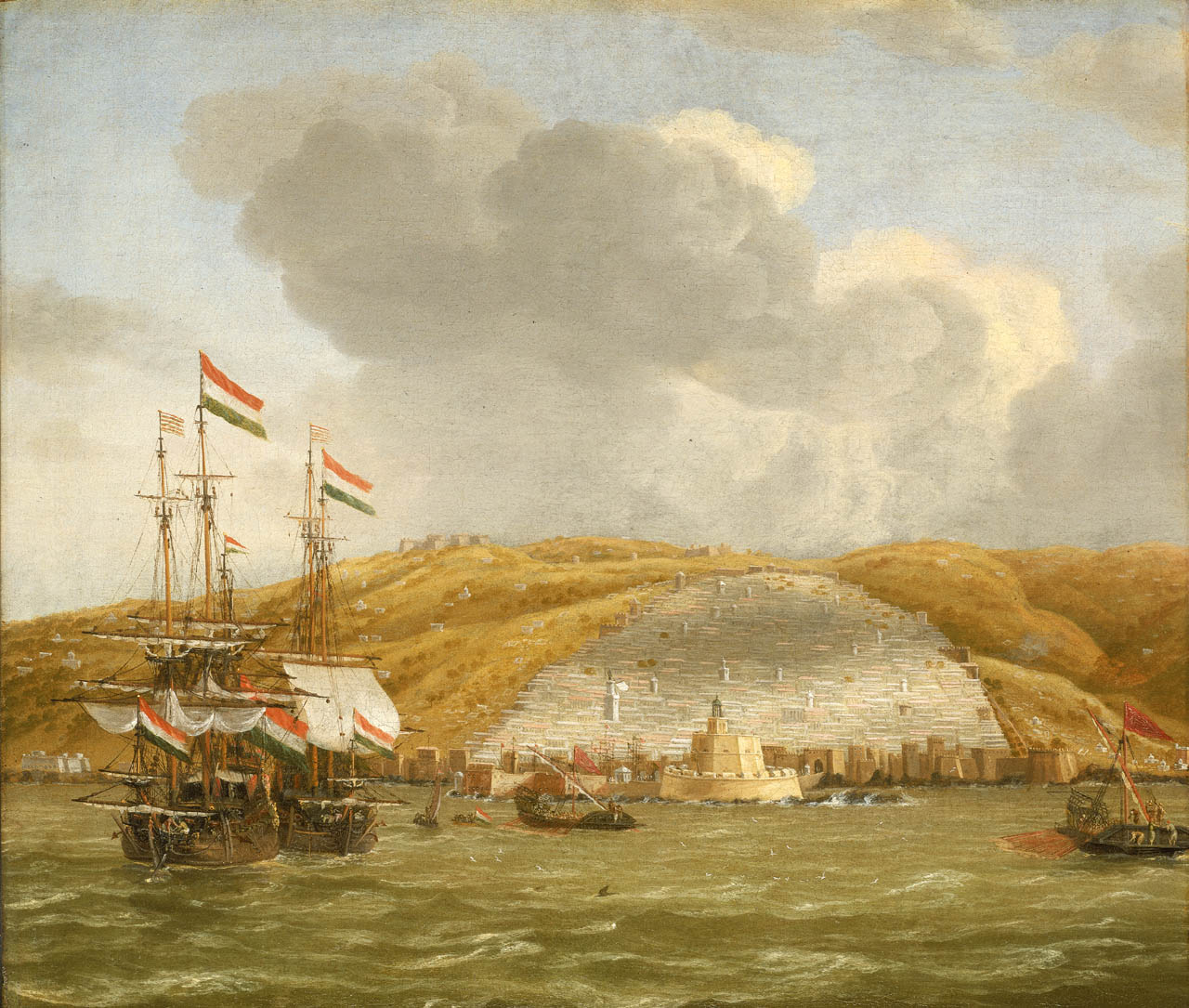
Голландские корабли у города Алжира. Национальный морской музей (Великобритания).
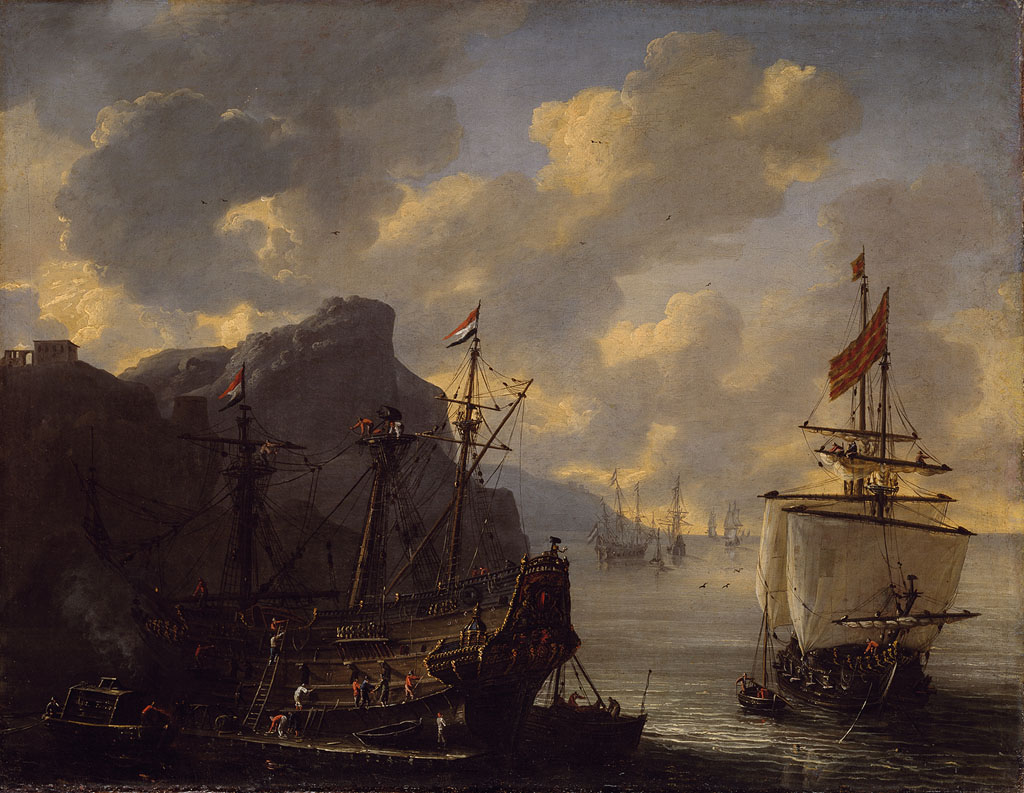
Корабль Амстердам в Средиземном море. Амстердамский исторический музей
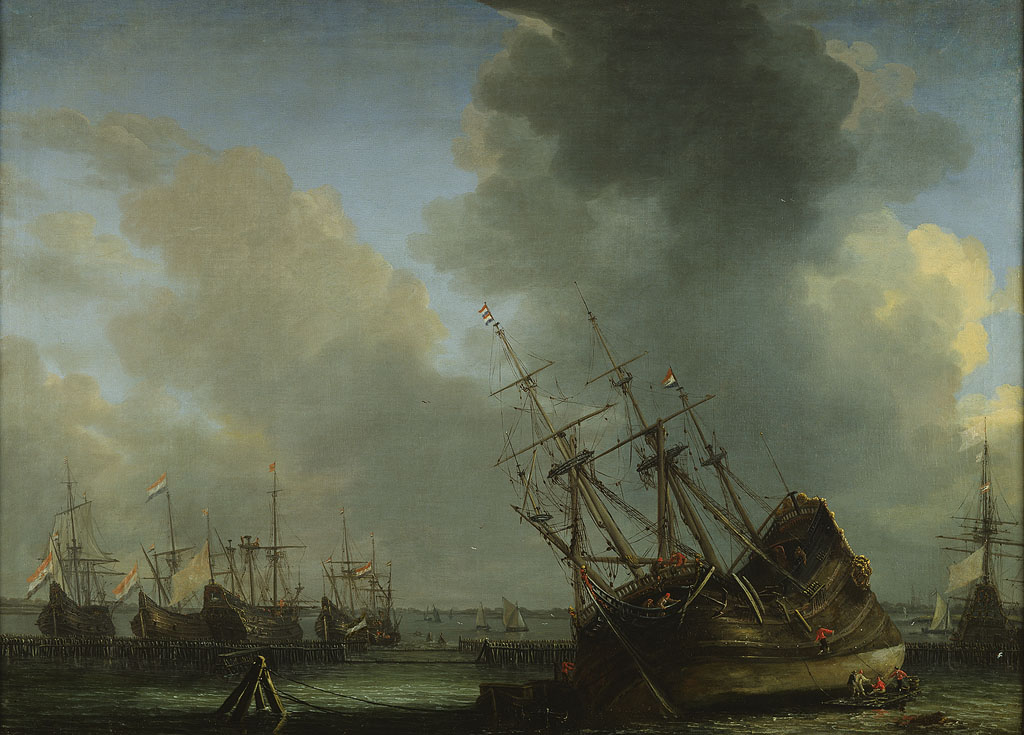
Конопачение корабля. Амстердамский исторический музей
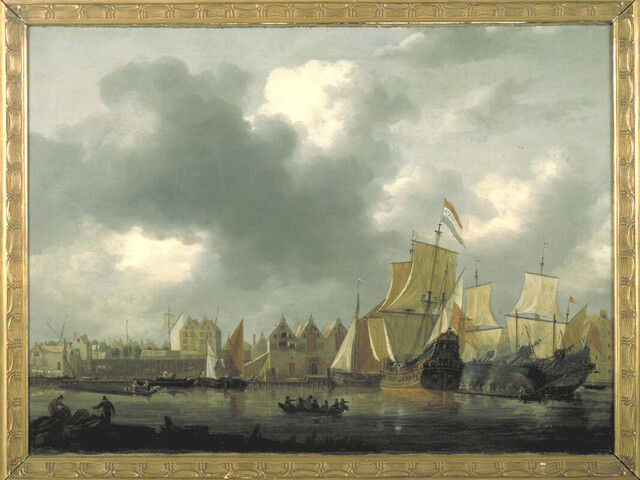
Гавань Амстердама. Музей судоходства (Амстердам)
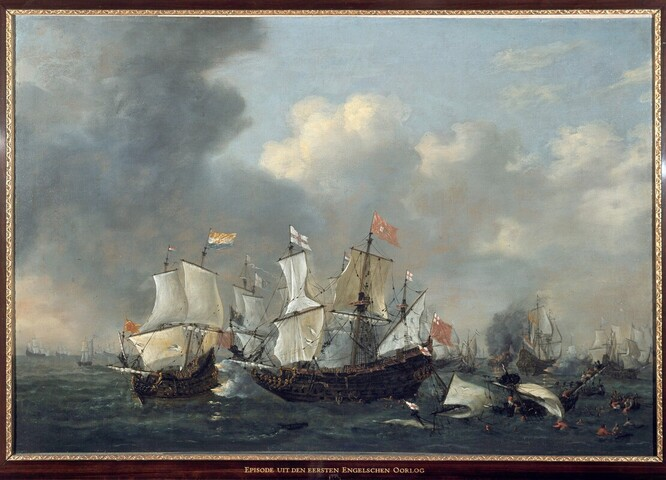
Морское сражение во время Первой англо-голландской войны. Музей судоходства (Амстердам).
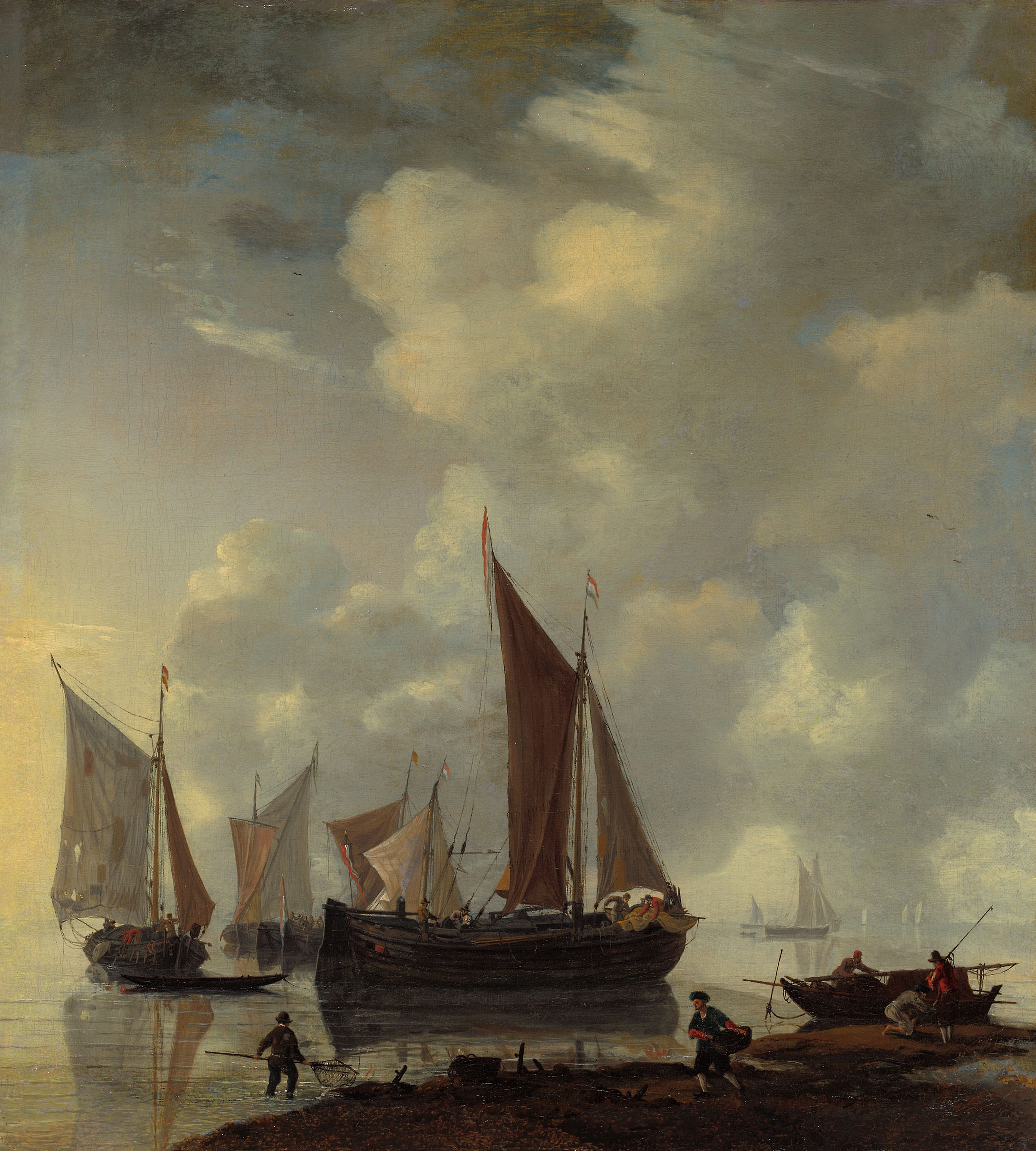
Торговые корабли у побережья. Чикагский институт искусств
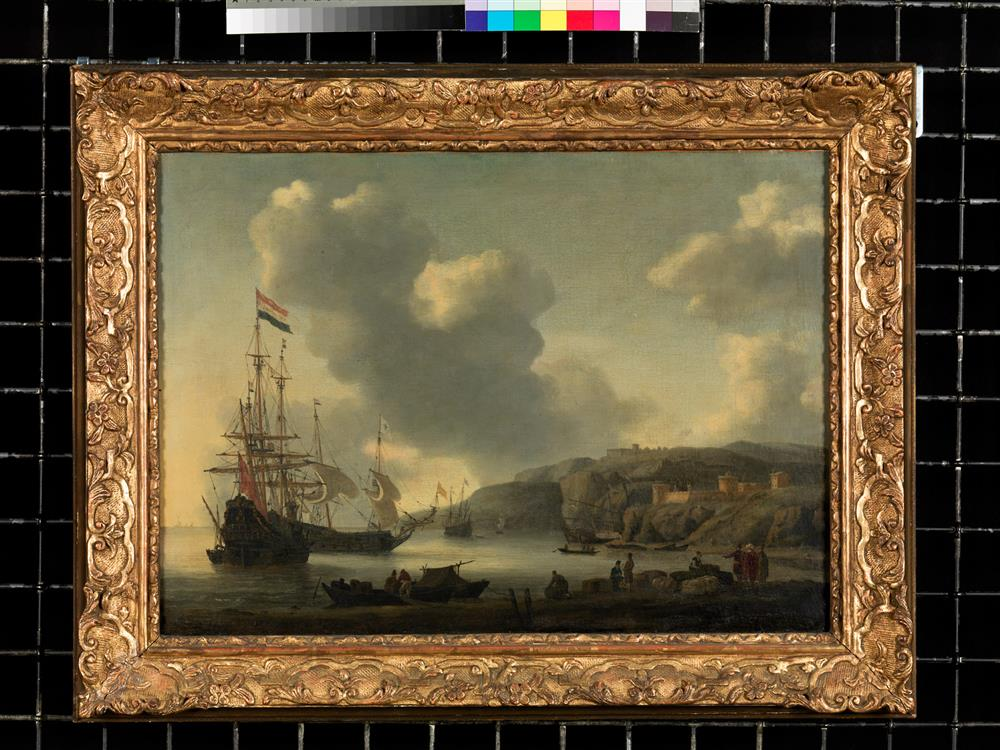
Голландские корабли в Средиземном море. Морской музей (Роттердам).